# Trasierra
Trasierra község Spanyolországban, Badajoz tartományban. Trasierra Casas de Reina, Reina, Fuente del Arco, Puebla del Maestre, Montemolín és Llerena községekkel határos. Lakosainak száma 593 fő (2024).

## Népesség
A település népessége az utóbbi években az alábbiak szerint változott:
| Lakosok száma | 720  | 703  | 701  | 691  | 694  | 659  | 656  | 622  | 617  | 593  |
|               | 2001 | 2004 | 2006 | 2009 | 2011 | 2014 | 2016 | 2019 | 2021 | 2024 |